# Герб Помбала
Ге́рб Помба́ла — офіційний символ міста Помбал, Португалія. Використовується як територіальний герб. У золотому щиті синій замок із трьома баштами, золотими вікнами і брамою. На крайніх баштах сидять два срібні голуби (порт. pombas), обернені один до одного. Над центральною баштою червоний Христовий хрест. Щит увінчує срібна мурована міська корона з п'ятьма вежами.  Під щитом біла стрічка, на якій великими літерами напис португальською: «Pombal» (Помбал).  Офіційно затверджений 16 серпня 1991 року. Створений на основі попереднього містечкового герба, ухваленого 13 липня 1966 року. 

## Галерея

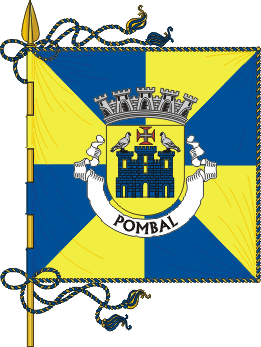
Прапор